# Unité urbaine de Gex
L'unité urbaine de Gex est une unité urbaine française centrée sur la ville de Gex, cinquième ville du département de l'Ain.

## Données générales
En 2010, selon l'Insee, l'unité urbaine de Gex est composée de deux communes, toutes les deux situées dans le département de l'Ain, plus précisément dans l'arrondissement de Gex.
Dans le nouveau zonage de 2020, le périmètre est composé de trois communes.
En 2022, avec 21 701 habitants, elle représente la 3e unité urbaine dont la ville-centre se situe dans le département de l'Ain. Si l'on prend en compte les unités urbaines dont la ville-centre se situe hors du département, elle se situe au 5e rang. Elle occupe le 39e rang dans la région Auvergne-Rhône-Alpes.
En 2021, sa densité de population s'élève à 499 hab/km2. Par sa superficie, elle représente 0,72 % du territoire départemental mais, par sa population, elle regroupe 3,14 % de la population du département de Ain.

## Composition selon la délimitation de 2020
Elle est composée des trois communes suivantes :
| Nom                | Code Insee | Département | Statut       | Superficie (km2) | Population (dernière pop. légale) | Densité (hab./km2) | Modifier                                    |
| ------------------ | ---------- | ----------- | ------------ | ---------------- | --------------------------------- | ------------------ | ------------------------------------------- |
| Gex (ville-centre) | 01173      | Ain         | ville-centre | 32,02            | 13 455 (2022)                     | 420                | modifier les données · modifier les données |
| Cessy              | 01071      | Ain         | banlieue     | 6,39             | 5 570 (2022)                      | 872                | modifier les données · modifier les données |
| Ségny              | 01399      | Ain         | banlieue     | 3,24             | 2 676 (2022)                      | 826                | modifier les données · modifier les données |

## Évolution démographique selon la délimitation de 2020
| 1968  | 1975  | 1982  | 1990  | 1999   | 2010   | 2015   | 2021   |
| ----- | ----- | ----- | ----- | ------ | ------ | ------ | ------ |
| 4 095 | 5 849 | 6 938 | 9 589 | 11 364 | 16 013 | 18 473 | 20 797 |